# Moriaphila rufescens
Moriaphila rufescens är en skalbaggsart som beskrevs av Pouillaude 1917. Moriaphila rufescens ingår i släktet Moriaphila och familjen Cetoniidae. Inga underarter finns listade i Catalogue of Life.